# دائرة الجلفة
دائرة الجلفة هي دائرة إدارية من دوائر الجزائر وتتبع لولاية الجلفة. تضم الدائرة بلدية واحدة هي بلدية الجلفة.